# 쇼리 로
쇼리 로(Shawty Lo, 1976년 3월 31일 ~ 2016년 9월 21일)는 미국의 힙합 가수이다. 힙합 그룹 D4L 소속이며, 50 센트가 설립한 레이블인 G-Unit Record에 소속되어 있다. T.I.와 디스전을 가졌던 적도 있지만 현재는 화해했다.
2016년 9월 21일, 쇼리 로는 교통 사고로 생을 마감하였다.

## 앨범
- Units in the City (2008)
- Still Got Units (2013)